# Polizeisportverein Leoben Futsal
Il Polizeisportverein Leoben Futsal è un club austriaco di calcio a 5 con sede a Leoben, fondato nel 2006 con il nome di Club Leoben 2006 e.V.. Nella stagione 2007/2008 disputa la massima divisione del Campionato austriaco di calcio a 5, la Murexin Futsal Bundesliga.

## Rosa 2007/2008
| N° | Naz.               | Ruolo | Sportivo          | Anno |  |  |
| -- | ------------------ | ----- | ----------------- | ---- |  |  |
| -  | Austria (bandiera) | -     | Mario Auer        | 1987 |  |  |
| -  | Austria (bandiera) | -     | Goran Bojo        | 1987 |  |  |
| -  | Austria (bandiera) | -     | Michael Buchmayer | 1983 |  |  |
| -  | Austria (bandiera) | -     | Christoph Dolinar | 1987 |  |  |
| -  | Austria (bandiera) | -     | Florian Dolinar   | 1982 |  |  |
| -  | Croazia (bandiera) | -     | Ivan Duvnjak      | 1986 |  |  |
| -  | Austria (bandiera) | -     | Thomas Ebner      | 1985 |  |  |
| -  | Austria (bandiera) | -     | Mirko Knezevic    | 1985 |  |  |
| -  | Austria (bandiera) | -     | Nenad Mladenović  | 1984 |  |  |
| -  | Austria (bandiera) | -     | Christof Moser    | 1987 |  |  |
| -  | Austria (bandiera) | -     | Bernd Neubacher   | 1986 |  |  |
| -  | Austria (bandiera) | -     | Petkov Martin     | 1988 |  |  |
| -  | Austria (bandiera) | -     | Alwin Sadean      | 1989 |  |  |
| -  | Austria (bandiera) | -     | Torsten Seischek  | 1985 |  |  |